# Memorial Hubert Wagner 2018
Il Memorial Hubert Wagner 2018 si è svolto dal 24 al 26 agosto 2018 a Cracovia, in Polonia: al torneo hanno partecipato quattro squadre nazionali e la vittoria finale è andata per l'ottava volta, la seconda consecutiva, alla Polonia.

## Impianti
|                                                                     |  |  |
|                                                                     |  |  |
| Kraków Arena Città: Cracovia Capienza: 15 328 Anno d'apertura: 2014 |  |  |

## Regolamento

### Formula
Le squadre hanno disputato un'unica fase con formula del girone all'italiana.

### Criteri di classifica
Se il risultato finale è stato di 3-0 o 3-1 sono stati assegnati 3 punti alla squadra vincente e 0 a quella sconfitta, se il risultato finale è stato di 3-2 sono stati assegnati 2 punti alla squadra vincente e 1 a quella sconfitta.
L'ordine del posizionamento in classifica è stato definito in base a:
- Punti;
- Ratio dei set vinti/persi;
- Ratio dei punti realizzati/subiti.

## Squadre partecipanti
| Squadra | Qualificazione      | Ultima partecipazione       |
| ------- | ------------------- | --------------------------- |
| Canada  | Wild card           | Memorial Hubert Wagner 2017 |
| Francia | Wild card           | Memorial Hubert Wagner 2017 |
| Polonia | Paese organizzatore | Memorial Hubert Wagner 2017 |
| Russia  | Wild card           | Memorial Hubert Wagner 2017 |

## Torneo

### Risultati
| 24 agosto 2018 Kraków Arena, Cracovia Durata: ? - Spettatori: ?          | Polonia | 3 - 0 | Canada  | 29-27, 25-17, 25-19               |
| 24 agosto 2018 Kraków Arena, Cracovia Durata: ? - Spettatori: ?          | Francia | 1 - 3 | Russia  | 16-25, 25-23, 20-25, 24-26        |
| 25 agosto 2018 Kraków Arena, Cracovia Durata: ? - Spettatori: 10 000     | Polonia | 3 - 2 | Francia | 30-28, 21-25, 22-25, 25-21, 15-13 |
| 25 agosto 2018 Kraków Arena, Cracovia Durata: ? - Spettatori: ?          | Russia  | 3 - 2 | Canada  | 25-17, 25-22, 22-25, 21-25, 21-19 |
| 26 agosto 2018 Kraków Arena, Cracovia Durata: 1h:35 - Spettatori: ?      | Francia | 3 - 1 | Canada  | 18-25, 25-22, 25-22, 25-16        |
| 26 agosto 2018 Kraków Arena, Cracovia Durata: 2h:16 - Spettatori: 12 000 | Polonia | 3 - 2 | Russia  | 21-25, 25-22, 24-26, 25-15, 15-10 |

### Classifica
| Pos | Squadra | Pt | G | V | P | SV | SP | Ratio | PF  | PS  | Ratio |
| --- | ------- | -- | - | - | - | -- | -- | ----- | --- | --- | ----- |
| 1   | Polonia | 7  | 3 | 3 | 0 | 9  | 4  | 2.250 | 302 | 274 | 1.102 |
| 2   | Russia  | 6  | 3 | 2 | 1 | 8  | 6  | 1.333 | 312 | 303 | 1.029 |
| 3   | Francia | 4  | 3 | 1 | 2 | 6  | 7  | 0.857 | 290 | 297 | 0.976 |
| 4   | Canada  | 1  | 3 | 0 | 3 | 3  | 9  | 0.333 | 256 | 286 | 0.895 |

## Classifica finale
| Pos | Squadra | Rosa |
| --- | ------- | --- |
|     | Polonia | Formazione: 1 Nowakowski, 3 Konarski, 6 Kurek, 7 Szalpuk, 8 Schulz, 10 Wojtaszek, 11 Drzyzga, 12 Łomacz, 13 Kubiak, 14 Śliwka, 15 Kochanowski, 17 Zatorski, 18 Kwolek, 20 Bieniek, CT: Heynen   |
|     | Russia  | Formazione: 2 Vlasov, 3 Kovalëv, 4 Vol'vič, 5 Grankin, 7 Volkov, 8 Rodičev, 9 Berežko, 10 Sokolov, 12 But'ko, 13 Musėrskij, 15 Poletaev, 16 Verbov, 17 Michajlov, 20 Kurkaev, CT: Šljapnikov    |
|     | Francia | Formazione: 2 Grebennikov, 4 Patry, 6 Toniutti, 7 K. Tillie, 8 Lyneel, 9 N'Gapeth, 10 Le Roux, 11 Brizard, 12 Boyer, 14 Le Goff, 15 Mouiel, 16 Bultor, 18 Rossard, 21 Chinenyeze, CT: L. Tillie |
| 4   | Canada  | |

## Premi individuali
| Premio                | Nome              | Squadra |
| --------------------- | ----------------- | ------- |
| MVP                   | Artur Szalpuk     | Polonia |
| Miglior muro          | Jakub Kochanowski | Polonia |
| Miglior servizio      | Piotr Nowakowski  | Polonia |
| Miglior palleggiatore | Jay Blankenau     | Canada  |
| Miglior opposto       | Jean Patry        | Francia |
| Miglior schiacciatore | Dmitrij Volkov    | Russia  |
| Miglior libero        | Jenia Grebennikov | Francia |